# کیگل کانیون (کالیفرنیا)
کیگل کانیون (به انگلیسی: Kagel Canyon) یک منطقهٔ مسکونی در ایالات متحده آمریکا است که در شهرستان لس‌آنجلس، کالیفرنیا واقع شده‌است. کیگل کانیون ۳۹۱٫۰۶ متر بالاتر از سطح دریا واقع شده‌است.